# 이가인법첩
이가인법첩(伊賀忍法帖: Iga Magic Story, Black Magic Wars)은 일본에서 제작된 사이토 코세이 감독의 1982년 액션, 드라마, 판타지, 멜로/로맨스 영화이다. 사나다 히로유키 등이 주연으로 출연하였고 사토 마사오 등이 제작에 참여하였다.

## 출연

### 주연
- 사나다 히로유키
- 와타나베 노리코

### 조연
- 나카오 아키라
- 미호 쥰
- 치바 신이치
- 나리타 미키오
- 카자마츠리 유키

## 제작진
- 원작자: 야마다 후타로